# Globos de Ouro de 2001
A 6ª Edição dos Globos de Ouro ocorreu a 8 de abril de 2001, no Coliseu dos Recreios, em Lisboa. Foi apresentado por Catarina Furtado e transmitido na televisão pela SIC, uma das duas organizadoras dos prémios juntamente com a revista Caras.

## Cinema
- Melhor Filme: Capitães de Abril, de Maria de Medeiros[2]
- Melhor Realizador: Manoel de Oliveira
- Melhor Atriz: Maria de Medeiros em (Capitães de Abril), de Maria de Medeiros[2]
- Melhor Ator: Vítor Norte em Tarde Demais, de José Nascimento

## Desporto
- Personalidade do Ano: Luís Figo

## Moda
- Personalidade do Ano: Portugal Fashion

## Teatro
- Personalidade do Ano: Filipe La Féria

## Música
- Melhor Intérprete Individual: Camané
- Melhor Grupo: Silence 4
- Melhor Canção: "Sopro do Coração" - Clã

## Televisão
- Melhor apresentador de Informação: Rodrigo Guedes de Carvalho
- Melhor apresentador de Entretenimento: Carlos Cruz
- Melhor Programa de Ficção e Comédia: Cuidado com as Aparências
- Melhor Programa de Entretenimento: Herman SIC
- Melhor Programa de Informação: Esta Semana

## Rádio
- Personalidade do Ano – Fernando Alves

## Prémio de Carreira
- João Lagos